# Neuenbach (Wilhelmsthal)
Neuenbach ist ein Gemeindeteil der Gemeinde Wilhelmsthal im Landkreis Kronach (Oberfranken, Bayern).

## Geographie
Das Straßendorf liegt im schmalen Tal des Neuenbachs, einem rechten Zufluss der Grümpel, und ist allseits von Wald umgeben. Im Nordwesten befindet sich der Leitenberg (582 m ü. NHN) und im Südosten eine namenlose Erhebung (585 m ü. NHN). Im Nordosten gibt es einen ehemaligen Steinbruch, der als Geotop ausgezeichnet ist. Die Staatsstraße 2200 führt nach Wilhelmsthal (0,9 km südlich) bzw. nach Hesselbach (1 km nordöstlich). Eine Gemeindestraße führt ebenfalls nach Wilhelmsthal (0,6 km südlich).

## Geschichte
Gegen Ende des 18. Jahrhunderts gab es in Neuenbach 5 Anwesen (2 Einödgehöfte, 1 Tropfhaus, 1 Haus, 1 Mahlmühle). Das Hochgericht übte das bambergische Centamt Kronach aus. Die Grundherrschaft über alle Anwesen hatte das Rittergut Hesselbach.
Mit dem Gemeindeedikt wurde Neuenbach dem 1808 gebildeten Steuerdistrikt Lahm und der 1818 gebildeten Ruralgemeinde Hesselbach zugewiesen. Vor 1928 wurde ein Teil von Neuenbach nach Wilhelmsthal eingegliedert. 1962 wurde schließlich der andere Teil von Neuenbach nach Wilhelmsthal eingegliedert.

### Einwohnerentwicklung
| Jahr      | 001818 | 001861 | 001871 | 001885 | 001900 | 001925 | 001950 | 001961 | 001970 | 001987 |
| Einwohner |        | 49     | 50     | 38     | 38     | 14     | 62     | 82     | 80     | *      |
| Häuser    | 7      |        |        | 6      | 7      | 2      | 10     | 14     |        | *      |
| Quelle    | [ 4 ]  | [ 7 ]  | [ 8 ]  | [ 9 ]  | [ 10 ] | [ 5 ]  | [ 11 ] | [ 12 ] | [ 13 ] | [ 14 ] |

## Religion
Der Ort ist römisch-katholisch geprägt und nach St. Ägidius in Lahm gepfarrt.